# マイケル中村
マイケル・ヨシヒデ・ナカムラ（英語: Micheal Yoshihide Nakamura、1976年9月6日 - ）は、奈良県出身の元プロ野球選手（投手、右投右打）。

## 概要
投手としてミネソタ・ツインズでは1度の地区優勝に貢献。NPB（北海道日本ハムファイターズ、読売ジャイアンツ）では2度のリーグ優勝、2度の日本シリーズ優勝に貢献している。個人ではNPBで合計1個のタイトルを獲得している。
メディアでは主にマイケル中村（マイケルなかむら）という名義が用いられているほか、NPBの本名登録などフォーマルな場面では日本式に中村 マイケルと表記されることもある。日本人の父親とヨーロッパ系オーストラリア人の母親を持ち、中村 吉秀（なかむら よしひで）という日本名も与えられている。
NPBでの登録名はMICHEAL（マイケル）。ただし読売ジャイアンツ時代の2009年のみM.中村（マイケル なかむら）で登録された。

## 経歴

### プロ入り前
奈良県で生まれ、3歳の時にオーストラリアに渡り、その後MLB入りを目指し渡米。

### プロ入りとMLB時代
1997年にアマチュアFAでミネソタ・ツインズに入団。
2003年6月にメジャー初昇格。この年は12試合に登板して、0勝0敗1セーブ1ホールド、防御率7.82という成績を残した。
トロント・ブルージェイズに移籍した2004年は19試合に登板したが、0勝3敗に終わり、オフに自由契約となった。
メジャーでは、来日後にチームメイトとなる新庄剛志との対戦を経験している。また、ニューヨーク・ヤンキース1年目の松井秀喜にオープン戦初安打を許した。

### 日本ハム時代
2004年に北海道日本ハムファイターズと千葉ロッテマリーンズの入団テストを受け、同年のドラフト会議で日本ハムから4巡目指名を受け、入団。入団後、登録名をMICHEALとした。
2005年3月29日の対西武戦で初登板。5月後半から22イニング連続無失点の好投を続け、抑えの横山道哉につなぐセットアッパーとして1年目から活躍した。しかし腰痛のため離脱し、後半はほとんど登板できずに終わった。
2006年シーズンには守護神に抜擢され、開幕2連戦でともにセーブを記録し、日本ハムを12年ぶりの開幕2連勝に導いた。9月8日の対オリックス戦で江夏豊に並ぶ日本ハム球団タイ記録の34セーブ、9月27日の対ソフトバンク戦では豊田清が記録したパシフィック・リーグ記録（38セーブ）を更新する39セーブを記録。中日ドラゴンズとの日本シリーズでも3セーブを挙げ、チームの日本一を決めた第5戦では胴上げ投手となった。
2007年シーズンは序盤こそ不調だったが尻上がりに調子を挙げ、最終的に34セーブを挙げ、リーグ優勝、CS制覇に貢献。
2008年シーズンもクローザーを任され、9月13日の対オリックス・バファローズ戦でプロ野球史上20人目となる通算100セーブを挙げた。通算194試合目での達成は日本人選手では当時の最速記録だった。最終的に28セーブを記録した。
2009年も引き続き守護神として活躍するかと思われたが、11月6日に右の強打者と左の中継ぎを求めていた日本ハムの球団事情により、二岡智宏・林昌範との交換トレードで工藤隆人とともに読売ジャイアンツへ移籍。

### 巨人時代

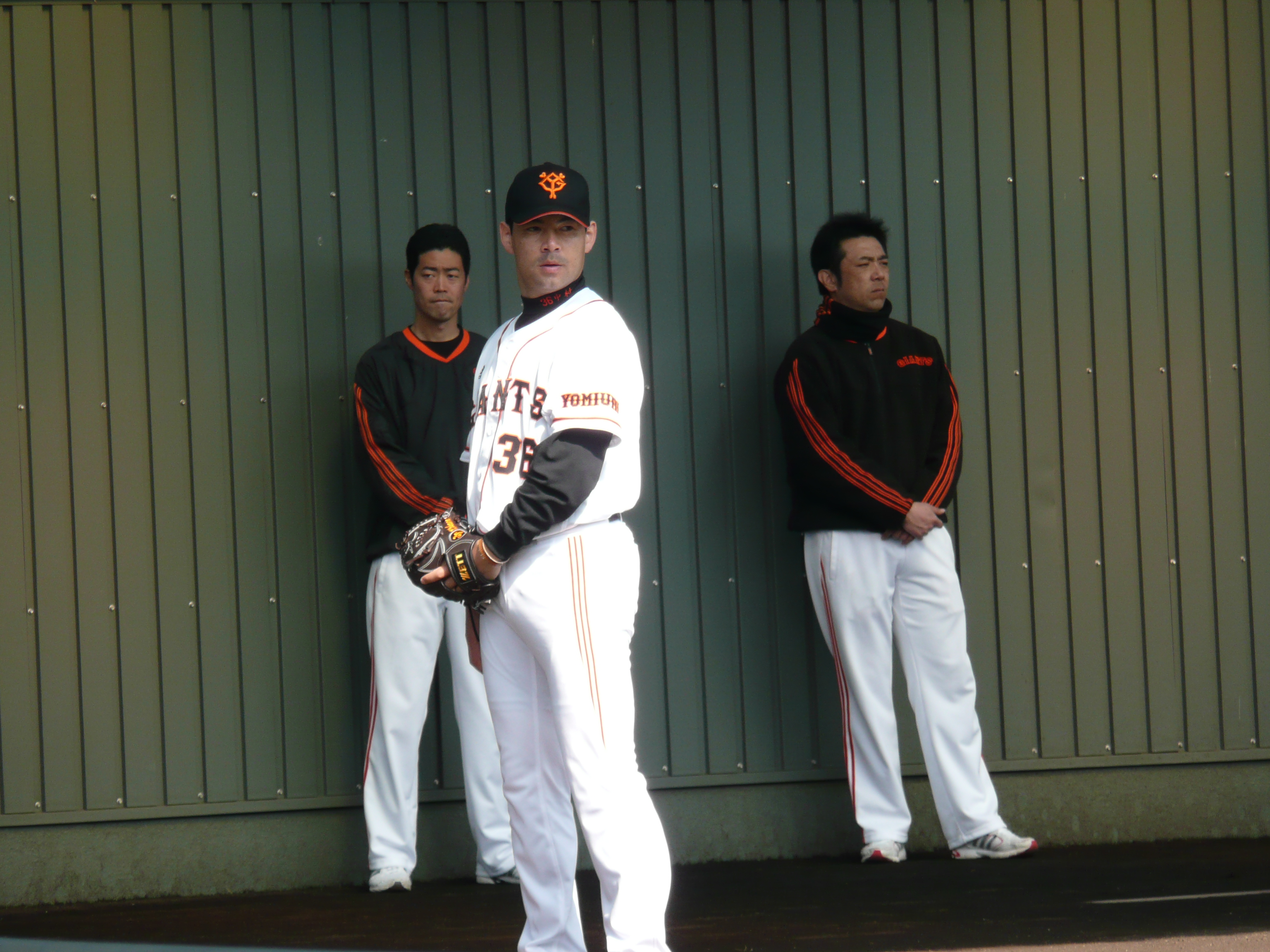
巨人時代、ブルペンのマイケル中村（2009年）

巨人では登録名をマイケル中村としたが、表記は「M.中村」という外国人表記風のものとなった。
2009年4月4日の対広島戦で、1点リードの展開で3番手として移籍後初登板を果たすが、走者2人を出した後に栗原健太、スコット・シーボルに2者連続本塁打を打たれ4失点。後続の打者にも四球を許し、降板。その後も全く調子が上がらず6月15日に二軍へ降格。7月5日に再び一軍へ昇格したものの8月14日に再び二軍へ降格。結局29試合の登板で防御率6.18に終わった。
10月21日のクライマックスシリーズ第2ステージ第1戦（対中日戦）でトニ・ブランコの頭部に危険球を投げてしまい、同シリーズ史上初（セ・パ両リーグを通じて）の危険球退場処分を受けた選手となった。チームはリーグ優勝、CS制覇、日本一に輝いたものの自身にとっては不本意な成績で終わった。
2010年シーズンは、登録名を日本ハム時代と同じ「MICHEAL」に戻すことが認められた。序盤は全く出番がなかったものの、6月27日の対横浜戦でシーズン初登板を果たし、以降は主にビハインドでの出番が多かったものの、37試合登板で1勝0敗、防御率1.93と復調した。
2011年シーズンは大半を二軍で過ごし、登板数は7試合に終わった。11月15日に戦力外通告を受けた。12月23日、埼玉西武ライオンズが獲得を発表。

### 西武時代
2012年シーズンは開幕直後は中継ぎとして起用され、6月8日の巨人との交流戦で、古巣相手に2年ぶりのセーブを挙げた。9月に入ると先発へ転向し、2試合に先発したが、いずれも白星を挙げることはできなかった。10月2日に現役引退を発表し、10月9日に任意引退公示された。

### 引退後
引退後は母国であるオーストラリアに帰国した。
2015年10月1日、リリーフ捕手としてバッテリーを組んでいた中嶋聡の引退セレモニーにて、阪急のOBでもある山田久志と共に久しぶりに公の場で姿を現した。
2018年2月19日、野球オーストラリア代表チームのアシスタントコーチへの就任が発表された。3月3日-3月4日に開催された野球日豪代表強化試合「ENEOS 侍ジャパンシリーズ2018」に帯同し、コーチとしてのキャリアをスタートした。
2022年11月に札幌ドームで開催された「侍ジャパンシリーズ2022 日本vsオーストラリア」にコーチ陣の一員として来日した。

## 選手としての特徴・人物
変則サイドスローで、最速150km/hの速球、スラーブ、スライダー等。
自身の変則的な投球フォームについては「1997年の肘の手術がきっかけで、フォーム改造を迫られた結果行き着いたフォームであり、野球をやっている子供たちには絶対に参考にしてほしくない」と語っている。
日本ハム時代は、主に中嶋聡とバッテリーを組んだ。当時の日本ハムは、髙橋信二と鶴岡慎也が先発捕手として起用されていたが、中嶋以外とバッテリーを組んだ試合では極端に制球に苦しむなど相性が悪かったため、リリーフ登板する際はバッテリーごと交代していた（この為、中嶋は一時期リリーフ捕手と呼ばれていた）。また、試合状況で中嶋とバッテリーを組めない場合は、髙橋、鶴岡に中嶋がベンチからサインを送り、マイケルをリードしたこともあった。巨人時代、埼玉西武時代は中嶋がいないため、決め球のスラーブをほとんど投げられず、成績が低迷してしまった。
選手やコーチとの会話は問題なくできるが、日本国外での生活が長く日本語自体は苦手であるため、普段は英語と片言の日本語で喋るため通訳を用いている。また、日本国籍を有し、ドラフト指名を経て入団した選手でありながら日本プロ野球選手会には労働組合・社団法人ともに入会していなかった。

## 詳細情報

### 年度別投手成績
| 年 度    | 球 団    | 登 板 | 先 発 | 完 投 | 完 封 | 無 四 球 | 勝 利 | 敗 戦 | セ 丨 ブ | ホ 丨 ル ド | 勝 率 | 打 者 | 投 球 回 | 被 安 打 | 被 本 塁 打 | 与 四 球 | 敬 遠 | 与 死 球 | 奪 三 振 | 暴 投 | ボ 丨 ク | 失 点 | 自 責 点 | 防 御 率 | W H I P |
| -------- | -------- | ----- | ----- | ----- | ----- | -------- | ----- | ----- | -------- | ----------- | ----- | ----- | -------- | -------- | ----------- | -------- | ----- | -------- | -------- | ----- | -------- | ----- | -------- | -------- | ------- |
| 2003     | MIN      | 12    | 0     | 0     | 0     | 0        | 0     | 0     | 1        | 1           | ----  | 62    | 12.2     | 20       | 4           | 2        | 0     | 1        | 14       | 0     | 0        | 11    | 11       | 7.82     | 1.75    |
| 2004     | TOR      | 19    | 0     | 0     | 0     | 0        | 0     | 3     | 0        | 2           | .000  | 114   | 25.2     | 27       | 7           | 7        | 0     | 2        | 24       | 3     | 0        | 23    | 21       | 7.36     | 1.32    |
| 2005     | 日本ハム | 32    | 0     | 0     | 0     | 0        | 3     | 0     | 1        | 9           | 1.000 | 175   | 46.2     | 32       | 2           | 8        | 1     | 2        | 47       | 1     | 0        | 12    | 12       | 2.31     | 0.86    |
| 2006     | 日本ハム | 64    | 0     | 0     | 0     | 0        | 5     | 1     | 39       | 4           | .833  | 270   | 65.2     | 55       | 5           | 20       | 2     | 4        | 67       | 2     | 0        | 16    | 16       | 2.19     | 1.14    |
| 2007     | 日本ハム | 56    | 0     | 0     | 0     | 0        | 1     | 1     | 34       | 2           | .500  | 235   | 58.1     | 42       | 4           | 14       | 2     | 4        | 49       | 2     | 0        | 15    | 14       | 2.16     | 0.96    |
| 2008     | 日本ハム | 46    | 0     | 0     | 0     | 0        | 2     | 2     | 28       | 2           | .500  | 186   | 46.1     | 32       | 2           | 12       | 0     | 6        | 47       | 0     | 0        | 11    | 11       | 2.14     | 0.95    |
| 2009     | 巨人     | 29    | 0     | 0     | 0     | 0        | 1     | 2     | 0        | 5           | .333  | 126   | 27.2     | 34       | 5           | 9        | 0     | 3        | 28       | 0     | 0        | 19    | 19       | 6.18     | 1.55    |
| 2010     | 巨人     | 37    | 0     | 0     | 0     | 0        | 1     | 0     | 1        | 5           | 1.000 | 168   | 42.0     | 35       | 4           | 9        | 0     | 1        | 33       | 0     | 0        | 12    | 9        | 1.93     | 1.05    |
| 2011     | 巨人     | 7     | 0     | 0     | 0     | 0        | 1     | 0     | 0        | 0           | 1.000 | 35    | 8.1      | 9        | 0           | 1        | 0     | 2        | 3        | 0     | 0        | 4     | 4        | 4.32     | 1.20    |
| 2012     | 西武     | 17    | 2     | 0     | 0     | 0        | 0     | 3     | 1        | 4           | .000  | 96    | 22.0     | 22       | 1           | 7        | 1     | 2        | 20       | 3     | 0        | 12    | 7        | 2.86     | 1.32    |
| MLB：2年 | MLB：2年 | 31    | 0     | 0     | 0     | 0        | 0     | 3     | 1        | 3           | .000  | 176   | 38.1     | 47       | 11          | 9        | 0     | 3        | 38       | 3     | 0        | 34    | 32       | 7.51     | 1.46    |
| NPB：8年 | NPB：8年 | 288   | 2     | 0     | 0     | 0        | 14    | 9     | 104      | 31          | .609  | 1291  | 317.0    | 261      | 23          | 80       | 6     | 24       | 294      | 8     | 0        | 101   | 92       | 2.61     | 1.08    |

- 各年度の太字はリーグ最高

### タイトル
NPB
- 最多セーブ投手：1回（2006年）

### 表彰
NPB
- 月間MVP：1回（2006年9月）
- JA全農Go・Go賞：1回（救援賞：2007年6月）

### 記録
MLB初記録
- 初登板・初セーブ：2003年6月7日、対サンディエゴ・パドレス2回戦（クアルコム・スタジアム）、8回裏二死に3番手として救援登板、完了、1回1/3無失点
- 初奪三振：同上、8回裏にデーブ・ハンセンから
- 初ホールド：2003年6月11日、対コロラド・ロッキーズ2回戦（ヒューバート・H・ハンフリー・メトロドーム）、7回表一死に3番手で救援登板、1/3回1失点

NPB初記録
- 初登板：2005年3月29日、対西武ライオンズ2回戦（札幌ドーム）、7回表二死に2番手として救援登板、2/3回3失点
- 初奪三振：2005年4月13日、対西武ライオンズ6回戦（インボイスSEIBUドーム）、9回裏に小関竜也から
- 初セーブ：2005年5月3日、対西武ライオンズ7回戦（インボイスSEIBUドーム）、7回裏に2番手として救援登板・完了、3回2失点
- 初勝利：2005年5月7日、対阪神タイガース2回戦（札幌ドーム）、12回表に6番手として救援登板・完了、1回無失点
- 初ホールド：2005年5月25日、対広島東洋カープ2回戦（広島市民球場）、7回裏無死に4番手で救援登板、2回無失点
- 初先発登板：2012年9月2日、対千葉ロッテマリーンズ18回戦（西武ドーム）、4回3安打1失点（自責点0）

NPB節目の記録
- 100セーブ：2008年9月13日、対オリックス・バファローズ20回戦（札幌ドーム）、9回表に5番手で救援登板・完了、1回無失点 ※史上20人目、北海道日本ハムファイターズ球団史上初、日本人最速となる194試合目での100セーブ達成

NPBその他記録
- 3年連続20セーブ以上（2006年 - 2008年）
- 12回延長継投ノーヒットノーラン：2006年4月15日、対福岡ソフトバンクホークス4回戦（福岡Yahoo!JAPANドーム） ※八木智哉（1回裏 - 10回裏）・武田久（11回裏）・マイケル（12回裏）の3投手で延長12回を無安打・無得点に抑えた
- 3投手の継投によるノーヒットノーラン：同上 ※史上初
- 延長戦の継投によるノーヒットノーラン：同上 ※史上初

### 背番号
- 59（2003年）
- 53（2004年）
- 36（2005年 - 2011年）
- 23（2012年）
- 36（2018年 - ） - 野球オーストラリア代表コーチ

### 登録名
- MICHEAL（マイケル、2005年 - 2008年、2010年 - 2012年）
- M.中村（マイケル なかむら、2009年）

### 代表歴
- 2000年オリンピック野球オーストラリア代表